# 당신 때문에
《당신 때문에》는 2000년 4월 24일부터 2000년 10월 13일까지 방영한 문화방송 일일연속극이다.

## 방송 시간
| 방송 채널 | 방송 기간                          | 방송 시간                                          |
| --------- | ---------------------------------- | -------------------------------------------------- |
| MBC TV    | 2000년 4월 24일 ~ 2000년 5월 12일  | 매주 월요일 ~ 금요일 밤 8시 25분 ~ 9시 (35분)      |
| MBC TV    | 2000년 5월 15일 ~ 2000년 10월 13일 | 매주 월요일 ~ 금요일 밤 8시 20분 ~ 8시 55분 (35분) |

## 기획 의도
30년 우정을 간직한 세 여고동창생의 삶과 사랑 그리고 결혼을 한 축으로, 또 그들의 자녀들인 젊은이들의 일과 사랑에 관한 얘기를 또 다른 축으로 하여 평범한 사람들이 살아가는 진솔한 얘기를 잔잔하면서도 감동적으로 들려주는 드라마

## 등장 인물

### 영준이네
- 임호 : 한영준(32세) 역 - 박양자의 아들, 공연기획사 '다다'의 책임자, 이정우의 연인
- 반효정 : 박양자(56세) 역 - 한정식당 경영, 목련클럽 멤버, 결혼 3년 만에 이혼

### 정우네
- 김정은 : 이정우(26세) 역 - 김순영의 딸, '다다'에서 공연 기획
- 김윤경 : 김순영(56세) 역 - 한복집 경영, 목련클럽 멤버

### 수창이네
- 정웅인 : 안수창 역 - 안상호의 차남, 경륜 선수, 한영준과 이정우 사이에 끼어드는 인물
- 오지명 : 안상호 역 - 자상하고 섬세한 남자, 순영의 연인
- 이효정 : 안수명 역 - 안상호의 장남
- 추자현 : 안수은 역 - 안상호의 딸
- 송기윤 : 방기태 역 - 안상호의 처남
- 권기선 : 서귀옥 역 - 방기태의 부인
- 류현경 : 방진이 역 - 방기태와 서귀옥의 딸

### 세미네
- 성현아 : 장세미 역 - 조애선과 장만용의 딸
- 선우용녀 : 조애선 역 - 목련클럽 멤버, '십자옥' 양복점 집 딸
- 심양홍 : 장만용 역 - 조애선의 남편, 금은방 직원

### 이벤트 회사 직원
- 윤용현
- 윤진영
- 송일국

### 경륜 선수
- 김세형 : 하광일 역
- 김치국

### 그 외 인물
- 정기성 : 병국 역
- 김세아
- 권인선
- 강용석
- 설수진
- 이승아
- 김혜옥

## 경쟁 프로그램
- 좋은걸 어떡해 (KBS1)

## 참고 사항
- 이금림 작가의 84년 드라마 <물보라>, 88년 <도시의 흉년>, 90년 <아직은 마흔아홉> 이후 오랜만의 MBC 복귀작이었다.
- 오지명은 <순풍산부인과> 이후 해당 드라마로 정극 연기에 복귀하였다.[1]
- 원래 2000년 4월 초 첫 회가 나갈 예정이었지만섭외 문제로 골치를 썩여왔는데, 이들 중 여주인공 1순위였던 김현주는 건강과 학업 문제 등의 이유 때문에 캐스팅 제의를 거절했다.[2]
- 이렇게 되자 MBC는 2000년 3월 말 종영 예정이었던 <날마다 행복해>를 1개월 늘린 4월 말 끝냈다. 난항 끝에 섭외가 끝났지만 김정은은 전작 <날마다 행복해>에 이어 또다시 투입되며 비난을 받았다.
- 부모의 재혼을 반대하는 자식들, 의붓남매가 된 남녀의 묘한 분위기 설정 등 지극히 시대에 뒤떨어지는 내용 탓인지, 동시간대 <좋은걸 어떡해>에 더블스코어로 뒤처지는 등 기대 이하의 성적에 그쳤다.[3]